# Bobrovytsia
Bobrovytsia (ukrainska: Бобровиця lyssna (fil), ryska: Бобровица) är en stad i Tjernihiv oblast i norra Ukraina. Staden ligger cirka 69 kilometer nordost om Kiev. Bobrovytsia beräknades ha 10 541 invånare i januari 2022.

## Ekonomi
Industrin i Bobrovytsia utgörs av livsmedelsindustri och ett sockerbruk.